# Madagwiazdka
Madagwiazdka (ang. Merry Madagascar) – amerykański krótkometrażowy film animowany wytwórni DreamWorks Animation, specjalnie stworzony dla NBC. Światowa premiera odbyła się 17 listopada 2009. Film został pokazany po raz pierwszy w Polsce przez TVN 24 grudnia 2010 roku pod polskim tytułem Madagwiazdka. Akcja dzieje się pomiędzy pierwszą a drugą częścią Madagaskaru. Od 6 stycznia 2016 roku można ten film obejrzeć na kanale Polsat.

## Fabuła
Święty Mikołaj ma wypadek i rozbija się z saniami na Madagaskarze, czego rezultatem jest amnezja, dlatego Alex, Marty, Melman i Gloria z pomocą pingwinów muszą rozwieść wszystkim prezenty i uratować Boże Narodzenie przed totalną katastrofą. Przy okazji zamierzają wykorzystać sanie Świętego Mikołaja, by w końcu wrócić do domu, do nowojorskiego ZOO. Tymczasem pingwiny rozpoczynają wojnę z reniferami o to, który biegun jest ważniejszy.

## Obsada
- Ben Stiller jako Alex
- Chris Rock jako Marty
- Jada Pinkett-Smith jako Gloria
- David Schwimmer jako Melman
- Danny Jacobs jako król Julien
- Cedric the Entertainer jako Maurice
- Andy Richter jako Mort
- Tom McGrath jako Skipper
- John DiMaggio jako Rico
- Christopher Knights jako szeregowy
- Chris Miller jako Kowalski
- Carl Reiner jako Święty Mikołaj
- Jim Cummings jako Lider reniferów
- Nina Dobrev jako Cupid
- Willow Smith jako Abby

## Wersja polska
Wersja polska: Start International Polska

Reżyseria: Marek Robaczewski

Dialogi i tekst piosenki: Bartosz Wierzbięta

W wersji polskiej udział wzięli:
- Artur Żmijewski – Alex
- Małgorzata Kożuchowska – Gloria
- Jarosław Boberek – Król Julian
- Jacek Lenartowicz – Kowalski
- Klaudiusz Kaufmann – Marty
- Wojciech Paszkowski – Maurice
- Piotr Adamczyk – Melman
- Tomasz Bednarek – Mort
- Tomasz Steciuk – Szeregowy
- Grzegorz Pawlak – Skipper
- Andrzej Blumenfeld – Święty Mikołaj

W pozostałych rolach:
- Bożena Furczyk
- Joanna Borer
- Julia Kołakowska
- Justyna Bojczuk
- Karol Wróblewski
- Leszek Zduń
- Łukasz Talik
- Milena Suszyńska
- Monika Pikuła
- Piotr Bajtlik
- Tomasz Knapik
- Wojciech Chorąży

## Nagrody
- Międzynarodowe Stowarzyszenie Twórców Filmu Animowanego (ASIFA)
  - 2010 nominacja: najlepszy animowany program telewizyjny